# Fahleite
La fahleite è un minerale.